# Eric Gerets
Eric Maria Gerets (n. 18 mai 1954, Rekem, Belgia) este un antrenor de fotbal și fost fotbalist belgian care juca pe postul de fundaș. Din 20 mai 2014 este antrenor principal al clubului Al Jazira Club din Emiratele Arabe Unite.
Eric Gerets este considerat unul din cei mai buni fotbaliști belgieni din toate timpurile. A devenit celebru mai ales în timpul evoluției sale la PSV Eindhoven, fiind căpitanul echipei când aceasta a câștigat Cupa Campionilor Europeni în 1988. Cu PSV el a mai devenit de șase ori campion al Olandei.
Cu naționala Belgiei Gerets a devenit vicecampion la Campionatul European de Fotbal din  1980 și s-a clasat pe locul patru la Campionatul Mondial de Fotbal 1986.

## Palmares

### Jucător
Standard Liège
- Prima Divizie Belgiană: 1981–82, 1982–83
- Cupa Belgiei: 1980–81
- Supercupa Belgiei: 1981

PSV Eindhoven
- Eredivisie: 1985–86, 1986–87, 1987–88, 1988–89, 1990–91, 1991–92
- KNVB Cup: 1987–88, 1988–89 1989–90
- Cupa Campionilor Europeni: 1987–88

 Belgia
- Campionatul European de Fotbal

Vicecampion: 1980
- Campionatul Mondial de Fotbal

Locul 4: 1986

### Antrenorr
Lierse
- Jupiler league: 1996–97

Club Brugge
- Jupiler league: 1997–98
- Supercupa Belgiei: 1988

PSV Eindhoven
- Eredivisie: 1999–2000, 2000–01
- Supercupa Olandei: 2000, 2001

FC Kaiserslautern
- DFB-Pokal

Finalist: 2002–03
Galatasaray
- Süper Lig: 2005–06

Al-Hilal
- Saudi Professional League: 2009–10
- Saudi Crown Prince Cup: 2010

 Maroc
- Cupa Națiunilor Arabe: 2012

Lekhwiya
- Qatar Stars League: 2013–14
- Crown Prince Cup: 2013

### Individual
- Gheata de Aur a Belgiei: 1982
- Antrenorul belgian al anului: 1996–97, 1997–98

## Goluri internaționale
| #  | Data            | Stadion                       | Oponent   | Scor | Rezultat | Competiția               |
| -- | --------------- | ----------------------------- | --------- | ---- | -------- | ------------------------ |
| 1. | 15 June 1980    | Stadio Giuseppe Meazza, Milan | Spania    | 1–0  | 2–1      | Euro 1980                |
| 2. | 14 October 1986 | Stade Municipal, Luxembourg   | Luxemburg | 1–0  | 6–0      | Preliminariile Euro 1988 |

## Statistici antrenorat
| Echipa                 | Început | Sfârșit | Rezultate | Rezultate | Rezultate | Rezultate | Rezultate  |
| Echipa                 | Început | Sfârșit | M         | V         | E         | Î         | Victorii % |
| ---------------------- | ------- | ------- | --------- | --------- | --------- | --------- | ---------- |
| PSV Eindhoven          | 1999    | 2002    | 142       | 88        | 27        | 27        | 61,97      |
| Kaiserslautern         | 2002    | 2004    | 70        | 21        | 16        | 33        | 30         |
| Wolfsburg              | 2004    | 2005    | 35        | 16        | 3         | 16        | 45,71      |
| Galatasaray            | 2005    | 2007    | 89        | 49        | 21        | 19        | 55,06      |
| Olympique de Marseille | 2007    | 2009    | 96        | 46        | 23        | 27        | 47,92      |
| Al-Hilal               | 2009    | 2010    | 48        | 35        | 6         | 7         | 72,92      |
| Maroc                  | 2010    | 2012    | 18        | 7         | 5         | 6         | 38,89      |
| Lekhwiya               | 2012    | 2014    | 77        | 44        | 13        | 20        | 57,14      |
| Al-Jazira              | 2014    | prezent | 20        | 13        | 3         | 4         | 65         |
| Total                  | Total   | Total   | 595       | 319       | 117       | 159       | 53,61      |